# Haplocyclops fiersi
Haplocyclops fiersi is een eenoogkreeftjessoort uit de familie van de Cyclopidae. De wetenschappelijke naam van de soort is voor het eerst geldig gepubliceerd in 2005 door Karanovic & Reddy.